# Brabham Automotive

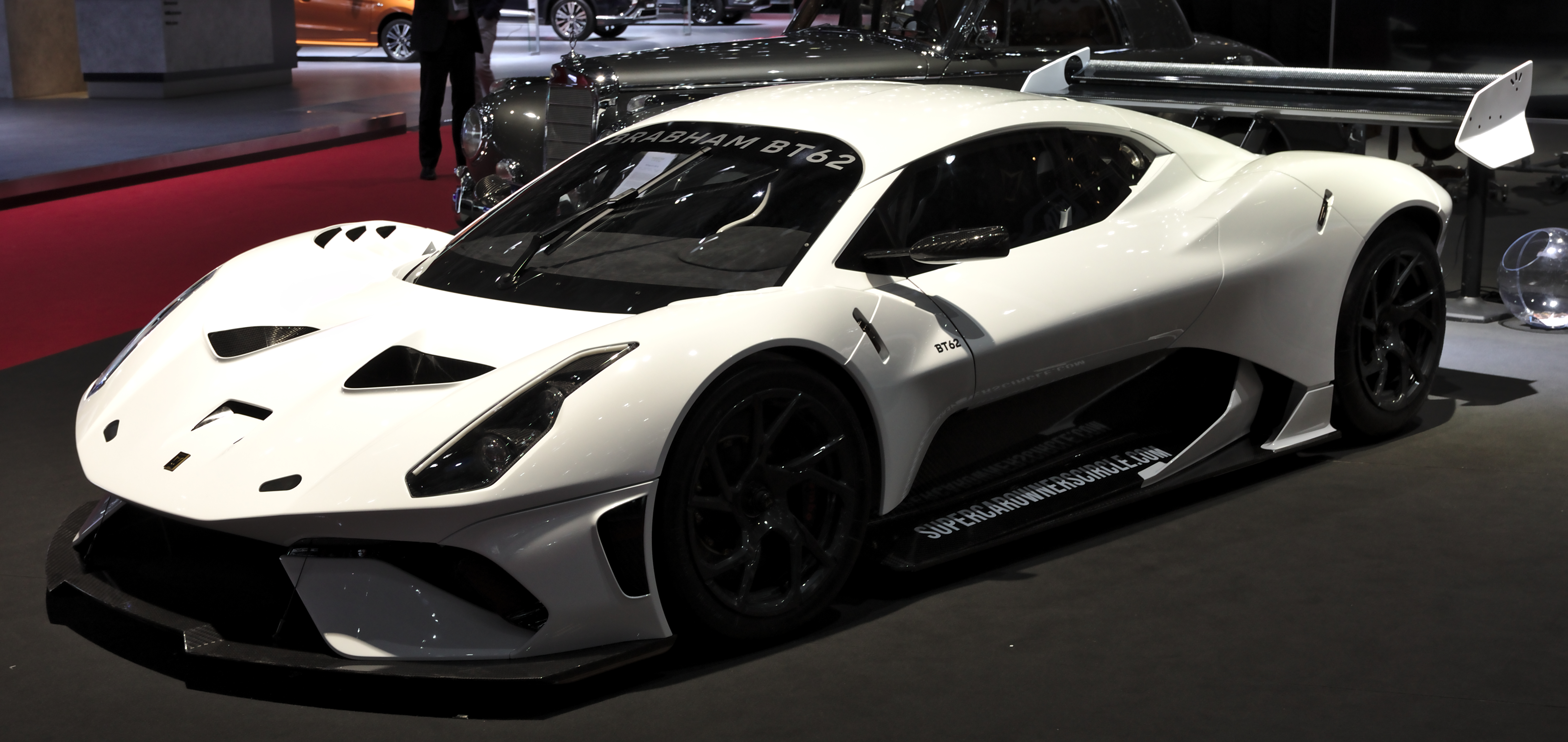
Brabham BT62

Brabham Automotive Ltd. war ein australischer Kraftfahrzeughersteller.

## Beschreibung
Das Unternehmen wurde laut einiger Quellen im Mai 2018 vom ehemaligen Automobilrennfahrer David Brabham und der australischen Investorengruppe Fusion Capital gegründet. Opencorporates gibt dagegen den 2. August 2016 an. Vorherige Firmierungen waren FCP1 Pty Ltd und JP1 Pty Ltd.
Der Sitz des Unternehmens befand sich in Adelaide im Bundesstaat South Australia. Am 17. Mai 2018 wurde die am 30. Januar 2018 im britischen Winchester gegründete Brabham Automotive Limited übernommen und seitdem als Niederlassung genutzt.
Das einzige Produkt war der Brabham BT62, der zuerst als reines Track-day-Fahrzeug konzipiert war. Im November 2019 kündigte das Unternehmen anlässlich seines Renndebüts beim Britcar-Saisonfinale in Brands Hatch eine Rennversion des Brabham BT62 an.
Der Produktionsstandort von Brabham Automotive war Edinburgh Parks nördlich von Adelaide.
2020 wurde Axalta zum einzigen Lacklieferanten von Brabham Automotive. Diese Zusammenarbeit sei so strukturiert, dass jedes Fahrzeug die von beiden Seiten geforderten höchsten Qualitätsanforderungen erfüllen würde.
Im Januar 2024 verkündete David Brabham, dass das Unternehmen aufgelöst wurde.